# Real
«Real,-» (полное название ООО «реал,-Гипермаркет») — российское подразделение немецкой сети гипермаркетов «Real», одного из ведущих подразделений группы компаний Metro Group. Фактически прекратило деятельность в России после продажи магазинов сети «Ашан» в 2012 году. В сентябре 2023 года сеть супермаркетов Real в Германии заявила о банкротстве, бренд перестал существовать

## История
Сеть «Real,-» была образована в 1992 году и представлена в шести странах Европы — Германии, Польше, Румынии, Турции, и России:
- 1997 — выход на рынок в Польше;
- 1998 — выход на рынок в Турции;
- 2005 — выход на рынок в России;
- 2006 — выход на рынок Румынии и приобретение французской сети «Géant[пол.]» в Польше;
- 2009 — открылся первый гипермаркет в Одессе и Ростове-на-Дону;
- 2010 — открылся гипермаркет в посёлке Андреевке Московской области;
- 2011 — открылся гипермаркет в Ижевске и Москве (Щёлковское шоссе, 100, ТЦ «Щёлково»);
- 2012 — готовится к открытию гипермаркет в городе Серпухов, ожидаемая дата открытия — 13 декабря;
- 2012 — сеть «Real» (за исключением гипермаркета в Котельниках) официально продана французской торговой группе «Auchan». Из-за предписания ФАС гипермаркет в Котельниках не был продан и перешел в управление Metro AG[1][2].

## Деятельность

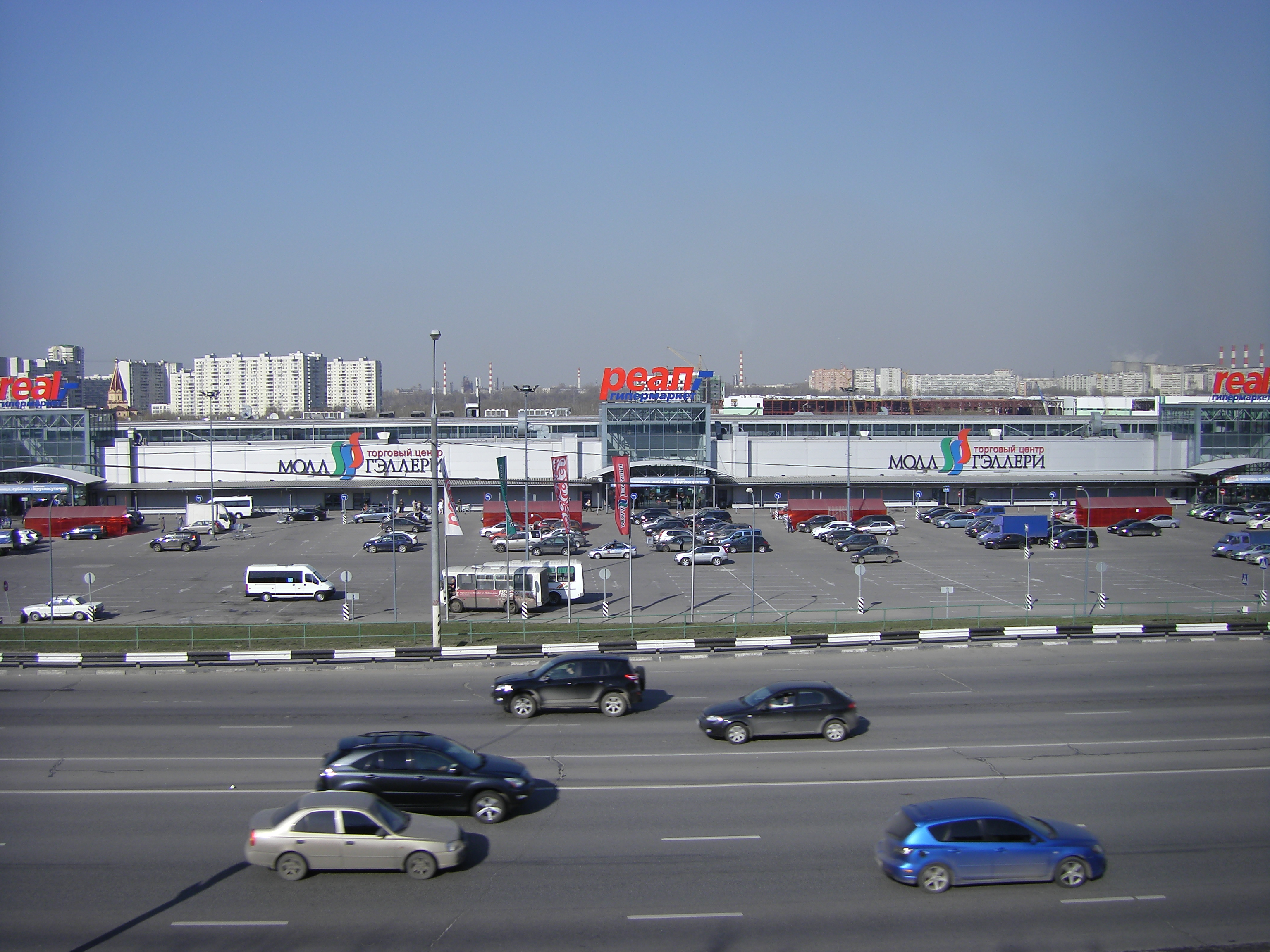
Бывший гипермаркет «Реал» в Москве в районе Братеево. Фотография 23 апреля 2013 года

Первый гипермаркет сети «Real» в России открылся в июле 2005 года в Москве. По состоянию на 28 января 2013 года в России остался только один гипермаркет «Real» Котельники. В городе Казань гипермаркет «Real» интегрирован в молл «Парк Хаус».
С 20 декабря 2011 года по сентябрь 2013 года работал гипермаркет в Ижевске, а 27 декабря открылся гипермаркет в Москве на Щёлковском шоссе, 100. «Реал» в ТЦ «Щёлково» построен в новом формате «Городской гипермаркет». Объём продаж по итогам 2011 года составил около в 29,5 млрд руб.
31 июля 2012 года последний рабочий день гипермаркета «Real,-» в Санкт-Петербурге на проспекте Культуры (Бугры). Руководство приняло решение о закрытии гипермаркета в связи с невысокими продажами и продало помещение сети «Ашан». В России в ассортименте товаров сети «Real,-» продукты питания составляют до 80 %, бытовая техника, домашняя утварь и одежда — 20 %. Доля российской продукции составляет 80 %, количество посетителей в месяц — порядка 1 500 000 человек.
30 ноября 2012 года официально объявлено о продаже сети гипермаркетов «Real,-» французской группе «Auchan». Согласно договору, подписанному группой Auchan и немецким ретейлером Metro Group (который владел сетью магазинов «Реал») — гипермаркеты сети в Центральной и Восточной Европе будут работать под брендом «Ашан».
На 2020 год сеть насчитывает 276 гипермаркетов, все они расположены в Германии. По сообщениям СМИ, немецкий бренд Real в 2020 году купила группа инвесторов, связанная с АФК «Система» и сыном Владимира Евтушенкова Феликсом. В сентябре 2023 года сеть супермаркетов Real в Германии заявила о банкротстве, бренд перестал существовать.

## Детский кубок по футболу
Под патронатом сети гипермаркетов «Real» в Германии, Турции, Польше и Румынии 10 лет проводился «Детский кубок по футболу». В России этот турнир проводился с 2008 года, как правило, в мае или июне каждого года.
В турнире участвуют дети 10—12 лет. Каждая команда состоит из 5 человек: 3 полевых игрока, 1 голкипер и 1 запасной игрок.

### Проведение турнира в России
Каждая команда проходит сначала отборочные игры в своём городе. Лучшие команды встречаются в финале турнира, который проходит в Москве, в районе Братеево.
Победители получают главный приз — поездку на двухнедельную стажировку в Академии Футбола в Великобритании.